# Женипапу-дус-Виейрас

Женипапу-дус-Виейрас на карте штата.

Женипапу-дус-Виейрас (порт. Jenipapo dos Vieiras) — муниципалитет в Бразилии, входит в штат Мараньян. Составная часть мезорегиона Центр штата Мараньян. Входит в экономико-статистический микрорегион Алту-Меарин-и-Гражау. Население составляет  15 440 человек на 2010 год. Занимает площадь 1962,899 км². Плотность населения — 7,87 чел./км².

## Демография
Согласно сведениям, собранным в ходе переписи 2010 г. Национальным институтом географии и статистики (IBGE), население муниципалитета составляет:
| Полное население                               | Полное население                               | Полное население                               | Полное население                               | 15 440 |
| ---------------------------------------------- | ---------------------------------------------- | ---------------------------------------------- | ---------------------------------------------- | ------ |
| в том числе:                                   | Городское население                            | 2519                                           | Процент городского населения, %                | 16,31  |
|                                                | Сельское население                             | 12 921                                         | Процент сельского населения, %                 | 83,69  |
|                                                | Мужское население                              | 7976                                           | Процент мужского населения, %                  | 51,66  |
|                                                | Женское население                              | 7464                                           | Процент женского населения, %                  | 48,34  |
| Плотность населения, чел/км²                   | Плотность населения, чел/км²                   | Плотность населения, чел/км²                   | Плотность населения, чел/км²                   | 7,87   |
| Население муниципалитета в % к населению штата | Население муниципалитета в % к населению штата | Население муниципалитета в % к населению штата | Население муниципалитета в % к населению штата | 0,23   |

По данным оценки 2016 года, население муниципалитета составляет 16 124 жителя.

## Статистика
- Валовой внутренний продукт на 2003 год составляет 18 000 465,00 реалов (данные: Бразильский институт географии и статистики).
- Валовой внутренний продукт на душу населения на 2003 год составляет 1739,01 реалов (данные: Бразильский институт географии и статистики).
- Индекс развития человеческого потенциала на 2000 год составляет 0,516 (данные: Программа развития ООН).

## География
Климат местности: тропический. В соответствии с классификацией Кёппена, климат относится к категории JV.